# الکساندر سیمز
الکساندر سیمز (زادهٔ ۱۵ مارس ۱۹۸۸) راننده خودروی مسابقه‌ای اهل بریتانیا است. او در حال حاضر در مسابقات قهرمانی خودروهای ورزشی ایمسا برای تیم اکشن اکسپرس ریسینگ شرکت می کند. سیمز قبلاً در مسابقات قهرمانی فرمول ئی برای تیم ماهیندرا ریسینگ و بی‌ام‌و آی آندرتی موتوراسپورت رانندگی کرده و در یک مسابقه در عربستان سعودی به پیروزی نیز رسیده است.
سیمز برنده جایزه سال مک‌لارن‌ اتواسپورت در سال ۲۰۰۸ برای رانندگان جوان بریتانیایی شده است.

## حرفه ورزشی

### کارتینگ
حرفه سیمز در مسابقات کارتینگ در سال ۱۹۹۸ شروع شد، زمانی که او شروع به رقابت در مسابقات باشگاهی کشور خود کرد. در سال ۲۰۰۰، سیمز مسابقات موفقیت آمیزی داشت، او قهرمانی سوپر ۱ ام اس ای کادت، جایزه بزرگ کارت‌مسترز، جام ۵ ملت را به دست آورد و در مسابقات قهرمانی کارت بریتانیا در قهرمانان آینده به مقام دوم رسید. سیمز اخیراً قهرمانی من مسابقات کارتینگ بریتانیا، جام کارت موناکو، سه جایزه بزرگ بریتانیا و قهرمانی جهانی فرمول ای را نیز به کارنامه درخشان خود اضافه کرده است.
در مراسم جوایز اتواسپورت سال ۲۰۰۸، سیمز برنامه های خود را برای مسابقه با تیم آلمانی ماک موتوراسپرت در سری مسابقات فرمول ۳ اروپا اعلام کرد. در فصلی که ژول بیانکی فصل موفقیت آمیزی در آن داشت، سیمز با پیروزی در نوربرگ‌رینگ و چهار مقام دوم، در رده چهارم رده بندی کلی قرار گرفت. او همچنین در دو مسابقه از سری مسابقات بین المللی فرمول مستر شرکت کرد که دو مقام چهارم در هانگارورینگ بهترین نتایج او بود. الکساندر سیمز برای سال ۲۰۱۰، به تیم آی‌آرتی موتوراسپرت نقل مکان کرد تا برای این تیم رانندگی کند.

### مسابقات اتومبیلرانی اسپرت
در سال ۲۰۱۲، در دو مسابقه از سری مسابقات لمانز اروپایی و مسابقه ۲۴ ساعته لمانز با یک خودرو لولا-جاد در کلاس ال‌ام‌پی۲ و همراه با تیم استاتوس گرند پری حضور پیدا کرد.
او در سال ۲۰۱۳ به تیم هکسیس ریسینگ ملحق شد تا در مسابقات استقامتی جی‌تی‌ چلنج اروپا با خودرو مک‌لارن ام‌پی۴-۱۲سی شرکت کند او دیگر رانندگان آلوارو پارنته و استف دوسلدورپ هم تیمی بود.
در سال‌های ۲۰۱۴ و ۲۰۱۵، سیمز در مسابقات قهرمانی جی‌تی‌ بریتانیا برای اکیوری اکاس و با خودروی ب‌ام‌و زد۴ مسابقه داد.
این راننده بریتانیایی در سری جی‌تی‌ ۲۰۱۶ همراه با تیم روو ریسینگ و خودرو ب‌ام‌و ام۶ شرکت کرد و در مسابقه ۲۴ ساعته اسپا به پیروزی رسید.
در سال ۲۰۱۷ او در کلاس جی‌تی‌ لمانز در سری مسابقات قهرمانی خودروهای ورزشی ایمسا با یک ب‌ام‌و ام۶ کارخانه ای به رقابت پرداخت.
سیمز در دو مسابقه از سری مسابقات جهانی استقامتی فصل ۲۰۱۸-۱۹ برای تیم بی‌ام‌و متک شرکت کرد.

### فرمول ئی
در می ۲۰۱۷، سیمز در نمایشگاه ئی‌پریکس موناکو به عنوان یک راننده آماده برای رابین فرینز حضور داشت. در اواخر همان ماه، سیمز به عنوان راننده توسعه تیم ام‌اس آملین آندرتی برای فصل ۱۸-۲۰۱۷ فرمول ئی معرفی شد.